# Incilius mazatlanensis
Espèce
Synonymes
- Bufo mazatlanensis Taylor, 1940 "1939"
- Bufo nayaritensis Taylor, 1943

Statut de conservation UICN

 LC  : Préoccupation mineure
Incilius mazatlanensis est une espèce d'amphibiens de la famille des Bufonidae.

## Répartition

Distribution

Cette espèce est endémique du Mexique. Elle se rencontre sur le versant pacifique de la Sierra Madre occidentale dans le sud-ouest du Sonora, dans le sud du Chihuahua, au Sinaloa, dans le Sud du Durango, au Nayarit, au Jalisco et au Colima.

## Description
Incilius mazatlanensis mesure jusqu'à 86 mm.

## Étymologie
Son nom d'espèce, composé de mazatlan et du suffixe latin -ensis, « qui vit dans, qui habite », lui a été donné en référence au lieu de sa découverte, Mazatlán au Sinaloa.

## Publication originale
- Taylor, 1940 "1939" : Herpetological Miscellany No I. The University of Kansas science bulletin, vol. 26, no 15, p. 489-571 (texte intégral).